# Polizeiruf 110: Das habe ich nicht gewollt
Das habe ich nicht gewollt ist ein deutscher Kriminalfilm von Peter Hagen aus dem Jahr 1986. Der Fernsehfilm erschien als 108. Folge der Filmreihe Polizeiruf 110.

## Handlung
Fotografin Martha Curth lebt mit ihrer Haushälterin Klara Euler und ihrem erwachsenen Sohn in einer Villa in einer Dresdner Nobelgegend oberhalb des Blauen Wunders. Zwischen Martha und Klara gibt es häufig Streit, doch können beide Frauen nicht ohne einander leben: Klara hatte Martha bei der Bombardierung der Stadt 1945 das Leben gerettet. Martha nahm die fast volljährige Klara bei sich auf, beschäftigte sie in ihrem Fotoatelier und später als Haushälterin. Als Martha Sohn Wolfgang auf die Welt brachte, zog Klara ihn groß. Klara blieb zeitlebens unverheiratet, hat sich aber immer Kinder gewünscht. Marthas Hauptinteresse war und ist ihr Vermögen, das sie stetig vermehren will. Sie ist habgierig, geizig und menschlich kalt. Sie verleiht Geld für Wertsachen und setzt im Gegenzug Verträge auf, die ihr bei einer nicht fristgerechten Rückzahlung einen Teil der gepfändeten Ware zusprechen. Sänger Müller-Salchow hat bei ihr eine Anna selbdritt in Zahlung gegeben, die ihm nicht gehörte. Er will die Figur vorzeitig gegen eine teilweise Tilgung der Schulden zurückhaben, doch weigert sich Martha. Müller-Salchow zeigt sie schließlich bei der Polizei an.
Klaras Freundin Frau Klein soll für ihre Nachbarin Schmidt eine auf 15.000 Mark taxierte Kette verkaufen. Sie hilft einer Mutter dabei, den Kinderwagen aus der Bahn zu heben. Dabei schafft sie es nicht, rechtzeitig in die Bahn zurückzugelangen. In der abfahrenden Bahn steht ihre Tasche mit dem Schmuck, die sich nicht wieder anfindet. Verzweifelt versucht Frau Klein, für die herzkranke Frau Schmidt die 15.000 Mark zu beschaffen. Sie verkauft Wertsachen und einen Fernseher, doch bleiben 8.000 Mark offen. Sie trifft eines Tages Klara, die bei Martha für sie eintreten will, doch fordert Martha von Frau Klein Sicherheiten, die sie nicht geben kann. Klara ist empört, versucht jedoch später noch einmal, Martha zu einer Hilfe zu bewegen. Erneut stimmt Martha zu, verhöhnt Frau Klein jedoch, als sie im Haus erscheint. Wer nicht auf ihm anvertrauten Schmuck aufpassen kann, werde auch das ihm geliehene Geld nicht zurückzahlen und sei unzuverlässig. Da Frau Klein Klara keine Sicherheiten, sondern nur Arbeit bieten kann, geht sie. Empört nimmt Klara 8.000 Mark aus der Geldkassette von Martha und legt sie vor Marthas Augen für Frau Klein bereit.
Auf dem Heimweg fällt Frau Klein ein, dass sie eine wertvolle Schatulle besitzt, die sie Martha als Sicherheit anbieten könnte. Sie kehrt zum Haus zurück, dessen Tür offen ist. Im Wohnzimmer liegt die tote Martha, doch hat Frau Klein nur Augen für die 8.000 Mark, die immer noch auf dem Tisch liegen. Sie nimmt das Geld an sich und geht. Eine Nachbarin beobachtet ihr Kommen und Gehen. Als wenig später Wolfgang erscheint, findet er seine Mutter tot auf. Klara kommt ihm mit einem Schock aus der oberen Etage entgegen und wird von ihm ins Bett geschickt.
Oberleutnant Lutz Zimmermann und Leutnant Thomas Grawe übernehmen die Ermittlungen. Martha wurde mit einer Blumenvase erschlagen. Zunächst gerät Frau Klein in das Visier der Ermittler, da Klara den Ermittlern nicht sagt, dass sie in der Villa war, die Nachbarin jedoch ihre Besuche beschreibt. Nach einer längeren Zeit der Gewissensqual gesteht Frau Klein ihrer Tochter, dass sie die 8.000 Mark der toten Martha an sich genommen habe. Ihre Tochter begleitet Frau Klein auf die Polizeiwache.
Klara hat angegeben, in der Tatzeit einkaufen gewesen zu sein. Vor Wolfgang verstrickt sie sich in Widersprüche und gibt schließlich zu, Martha im Streit erschlagen zu haben. Dennoch plant sie ein gemeinsames neues Leben mit Wolfgang und seiner hochschwangeren Freundin, sei sie doch eine Ersatzmutter für Wolfgang gewesen. Erst als Wolfgang ihr mitteilt, dass er nicht so tun könne, als sei nichts gewesen, stellt sich Klara ihrer Tat. Sie packt ihre Sachen und macht sich für die Festnahme bereit. Die Ermittler haben unterdessen von der Nachbarin erfahren, dass Klara am Tattag nie das Haus verlassen hat. Auch ihr Schock zu einem Zeitpunkt, zu dem sie laut eigener Aussage noch nichts vom Tod Marthas wissen konnte, lassen sie als Täterin erscheinen. Frau Kleins Aussage, dass Martha bei ihrem zweiten Besuch bereits tot war, passt in das Verdachtsmuster. Als die Ermittler erneut bei Klara klingeln, erwartet sie sie bereits mit gepackten Taschen. Sie lässt sich abführen und verschließt pflichtbewusst die Tür der Villa, bevor sie geht.

## Produktion
Das habe ich nicht gewollt wurde vom 15. September bis 28. November 1985 in Berlin, Dresden und Mellensee gedreht. Die Kostüme des Films schuf Evelyn Gesper, die Filmbauten stammen von Maria Rodewald. Der Film erlebte am 21. Dezember 1986 im 1. Programm des Fernsehens der DDR seine Premiere. Die Zuschauerbeteiligung lag bei 33,9 Prozent.
Es war die 108. Folge der Filmreihe Polizeiruf 110. Oberleutnant Lutz Zimmermann ermittelte in seinem 11. Fall und Leutnant Thomas Grawe in seinem 5. Fall.